# دوري كرة القاعدة الرئيسي 1995
دوري كرة القاعدة الرئيسي 1995 (بالإنجليزية: 1995 Major League Baseball season)‏ هو الموسم 93 من  دوري كرة القاعدة الرئيسي. أقيم خلال الفترة 1995 وحتى 28 أكتوبر 1995، وكان عدد الأندية المشاركة فيه  28، وفاز فيه أتلانتا بريفز.